# Nebuloasa Tarantula
Nebuloasa Tarantula (denumită și Caldwell 103, 30 Doradus, sau NGC 2070) este o regiune H II situată în Marele Nor al lui Magellan. La origine se credea că e o stea, dar în 1751 Nicolas Louis de Lacaille a clarificat natura sa.